# Kristaps Gludītis
Kristaps Gludītis (Riga, 6 novembre 1995) è un cestista lettone.